# Zavala
Zavala (kyrilliska: Завала) är en ort i kommunen Ravno i kantonen Hercegovina-Neretva i södra Bosnien och Hercegovina. Orten ligger cirka 57 kilometer sydost om Mostar, nära grottsystemet Vjetrenica. Zavala hade 186 invånare vid folkräkningen år 2013.
Av invånarna i Zavala är 76,88 % kroater och 23,12 % serber (2013).
Från 1961 till 1991 var Zavala, huvudort för den dåvarande kommunen Zavala.
Det närbelägna grottsystemet Vjetrenica är sedan den 22 november 2004 uppsatt på Bosnien och Hercegovinas lista över förslag till världsarv, den så kallade "tentativa listan".